# Hymenolomopsis tolucensis
Hymenolomopsis tolucensis là một loài rêu trong họ Seligeriaceae. Loài này được Thér. mô tả khoa học đầu tiên năm 1931.